# Suivez cet homme (série télévisée)
Pour les articles homonymes, voir Suivez cet homme.
Suivez cet homme est une série télévisée jeunesse québécoise diffusée du 8 octobre 1966 au 13 mai 1967 à la Télévision de Radio-Canada.

## Synopsis
Série d'espionnage pour la jeunesse.

## Fiche technique
- Scénarisation : Richard PérusseJacques About
- Réalisation : Pierre Castonguay
- Société de production : Société Radio-Canada

## Distribution
- Robert Gadouas : Robert Boyer
- Jacques Bilodeau
- Yvan Canuel
- Jean-Pierre Compain
- Roger Dauphin
- Paul Dupuis
- Benoît Girard
- Ronald Javitch
- Jacques Lorain
- Michèle Magny
- Claudine Monfette
- Pierre Paradis
- Guy Thauvette
- Lionel Villeneuve
- Kim Yaroshevskaya